# كارنياديس

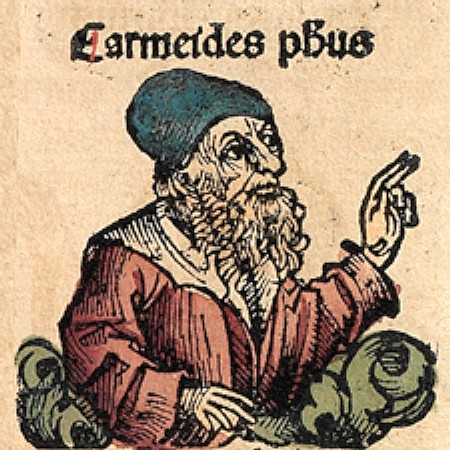
كارنياديس

كارنياديس (باليونانية:Καρνεάδης)، و(باللاتينية:  Carneades)، «من قورينا»، ح.214 – 129 ق.م.). فيلسوف ليبي قورينائي كان يعتقد بعدم وجود معيار مطلق للحقيقة. وتقبل المبدأ القائل بأن أي عمل هو صحيح إذا كان بالإمكان الدفاع عنه بالمنطق. شمل هذا الجرائم البشعة التي ترتكب لدوافع منطقية، فقوَّض كارنياديس مبدأ الأسطوانيين (الرواقيين) القائل بأن العقل هو أكبر هبة منحها الله للجنس البشري. وتشبه آراء كارنياديس حول اختبار الانطباعات الحسية للتحقق من صحتها ومصداقيتها كموجهات للعمل معتقدات البراجماتية الحديثة. ولد كارنياديس في قورينا، وأسس وتزعم مدرسة تسمى الأكاديمية الجديدة أو الثالثة من عام 155 ق.م وحتى وفاته.
كارنياديس هو مؤسس الأكاديمية الثالثة أو الجديدة. ولا يعرف الكثير عن سيرة حياته. وتعلم الخطابة من ديوجينس الرواقي ومن هيغيسينوس الذي كان ثالث زعماء الأكاديمية المنحدرين من أركسيلاوس. ولم يترك كارديانس عملا مكتوبا، ويظهر أن أفكاره نظمها تلميذه وخليفته كليتوماخوس.
وكان الموضوع الرئيسي في دراسته هو أعمال خريسيبوس، وكان العامل الأكبر فيها هو معارضته لفلسفة خريسيبوس. ويروى أنه قال «لو لم يكن خريسيبوس، فلن أكون أنا أيضا». وفي عام 155 ق م أرسل مع ديوجينس الرواقي وكريتولاوس المشائي في سفارة إلى روما ليبرروا عمليات سلب معينة قام بها الأثينيون في مقاطعة أوروبوس. وفي هذه المناسبة ألقى خطابين في يومين متتاليين، أحدهما ألقاه لصالح العدالة والآخر ضدها. وحججه القوية أثارت حماسة الشباب الروماني للتأمل الفلسفي، وأصر كاتو الأكبر على أن يتم طرد كارنيادس ورفاقه من المدينة.

## فلسفته

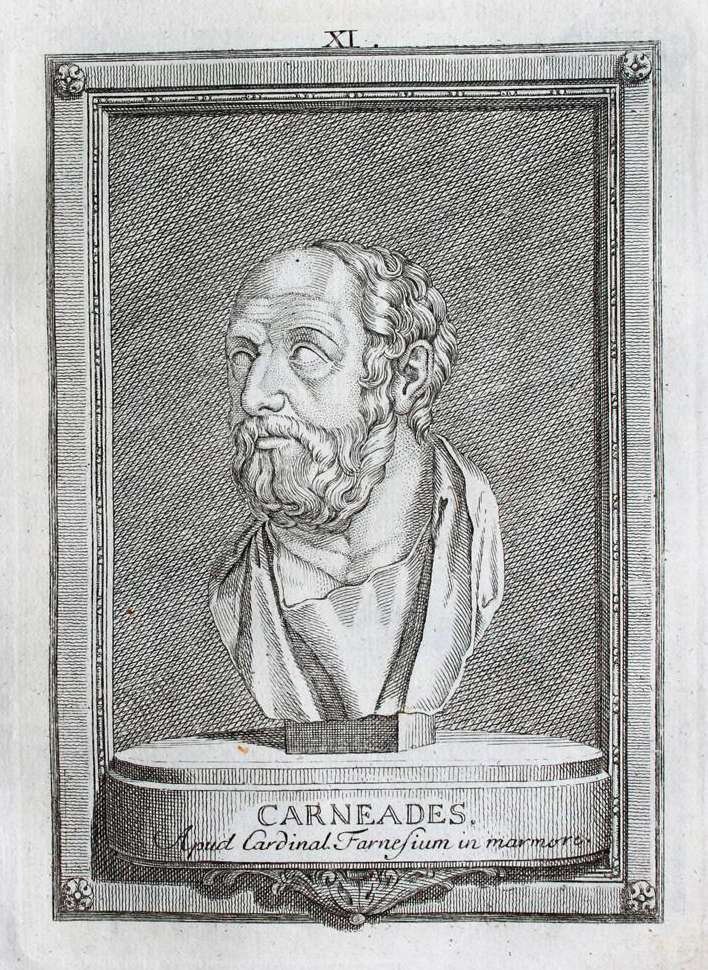
كارنياديس

كان كارنيادس من سفسطائيي القرن الخامس قبل الميلاد، وكان الأهم بين الشكوكيين القدماء. ولكن من منظور سلبي، فإن فلسفته جدلية عنيفة وهي مناقضة مع نظرية الرواقيين عن المعرفة بكل أوجهها. ويقول أن كل أحاسيسنا نسبية، وهي تعرفنا فقط بالانطباعات التي تعطيها الأشياء لحواسنا ولا تعرفنا بالأشياء كما هي. ويقول أن الخبرة تظهر بوضوح أنه لا يوجد انطباع حقيقي. وأنه لا توجد فكرة لا تخدعنا؛ ومن المستحيل أن نميز بين الانطباعات السليمة والخاطئة؛ وبهذا فإن الفكر الرواقي عن الانطباعات يجب التخلي عنه. ولذلك فلا يوجد مقياس للحقيقة.
هاجم كارديانس أيضا أفكار اللاهوت والطبيعة عند الرواقيين. وفي إجابة لفكر العلة النهائية أو الهدف في الطبيعة، فيشير إلى تلك الأشياء التي تجلب الدمار والخطر للإنسان، وكذلك الشر الذي يرتكبه الإنسان والذي يدعمه المنطق، إلى الحالة البائسة للإنسانية، وإلى البلايا التي تصيب الأخيار. يستنتج أنه لا يوجد دليل على فكر الحماية الإلهية التي تحمي الناس. وإن حدث هذا فإنه يحدث بشكل طبيعي صرف حتى ولو كان هناك ارتباط منتظم لأجزاء في الكون. ولا يوجد دليل يمكن تقديمه لإظهار أن هذا العالم ما هو إلا نتاج قوى الطبيعة.
وأكثر من هذا فقد هاجم كارديانس فكرة الله. وهو يشير إلى تناقض خصائص اللانهائية والفردية. ومثل أرسطو فهو يصر أنه بما أن الفضيلة نسبية فلا يمكن أن تنسب إلى الله. وحتى الذكاء لا يمكن أن يكون أحد خواص الذات الإلهية. كما أن الآلهة لا يمكن الاعتقاد بها سواء كانت بشكل جسدي أو روحي. فإن كان جسديا فسيكون بسيطا أو مركبا؛ فإن كان بسيط وابتدائي الجوهر، فسيكون عاجزا عن الحياة والتفكير؛ وإن كان مركبا فسيحتوي نفسه في عناصر الانحلال. وإن كان روحيا فلا يمكنه الفعل أو الإحساس. وفي الواقع لا شيء أيا كان يمكن جزمه بالتأكيد فيما يتعلق بالله. والمسار الرئيسي للمناقشة التي تلاها كارنيادس كانت قد استبقت الكثير في الفكر الحديث.
الجانب الإيجابي في تعاليمه يتمثل في كل الأساسيات الموجودة لدى أركيسلاوس. وبما أن المعرفة مستحيلة، فإن الحكيم يجب أن يمارس الإيروكسي (تعليق الرأي). حتى أنه لن يتأكد أنه ليس بإمكانه أن يتأكد من شيء. وان الأفكار والنوايا لا تكون صادقة أبدا بل تكون محتملة فقط؛ وبالرغم من هذا فهناك درجات للاحتمالات، من هنا توجد درجات للإيمان، وهي التي تقود للفعل. ووفقا لكارنيادس فإن أي انطباع يمكن أن يكون محتملا بنفسه؛ وأن يكون محتملا وغير متعارض (direpivlraaTos وتعني حرفيا «ألا يسحب جانبا»، ويقصد لا يتشتت بالأحاسيس المتزامنة، ولكن يكون متناغما معها) عندما تتم مقارنته مع الأخرى ات؛ فيكون محتملا وغير متناقض ومحققا بدقة ومؤكدا.
في الدرجة الأولى هناك إقناع قوي من ملاءمة الانطباع؛ وفي الدرجة الثانية والثالثة تنتج من مقارنة الانطباع مع انطباعات أخرى مقرنة معه وتحليل للانطباع نفسه. وآراؤه عن الخير السامي ليست معروفة جيدا لتلميذه وخليفته كليتوماخوس. ويظهر بأنه آمن أن الفضيلة تكمن في اتجاه النشاط المعين نحو إرضاء الحوافز الطبيعية.